# ブランドン・シルバースタイン
ブランドン・シルバースタインは（Brandon Silverstein、1991年9月10日 - ）、アメリカの起業家、投資家、エンターテインメント業界のエグゼクティブである。彼はレコードレーベル、アーティストマネジメント、音楽出版、映画、投資会社を手掛けるS10 Entertainmentの創設者兼CEOである。

## キャリア
ニュージャージー州テナフライの高校在学中、シルバースタインはニューヨーク市で独自の
パーティーやイベントを自主企画・プロモーション、ノア・テッパバーグが経営するクラブのタレントブッキングを行っていた。 インディアナ大学の1年生の時、シルバースタインは音楽フェスティバルを共同設立し、農場で行われた、初の開催はアビーチやティエストがヘッドライナーを務めた。 シルバースタインは大学の卒業年に音楽マネジメントへの関心を追求するために中退し、ニューヨークに戻ってS10 Entertainment & Mediaを設立した。その後、S10はRoc Nationの共同創設者であるジェイ・Zとジェイ・ブラウンとの音楽マネジメントのパートナーシップを結び、数々のコラボレーションを実現した。
S10を通じて、シルバースタインはトップアーティストを代表し、マイク・タワーズ、 ビッグ・ショーン、ノルマーニ、 アニッタの初の全世界ナンバーワンレコードの立役者として活躍した。2020年にはS10 Publishingを立ち上げ、ライアン・テッダーやエイベックスとのパートナーシップを結んだ。 シルバースタインは、ジャスティン・ビーバーの「ピーチズ」などの世界的ヒット曲にも携わり、 この曲は2022年のグラミー賞で「年間最優秀曲」にノミネートされ、 2022年のBMI R&B/ヒップホップアワードで「年間最優秀曲」を受賞し、 2022年のBMIポップアワードでは「最も演奏された曲」としても受賞をした。 また、テイト・マクレイの「グリーディ」 はビルボードのポップエアプレイチャート、 ビルボードグローバル200、 Spotifyグローバルチャートで首位を獲得し、 ビルボードホット100で3位にランクイン。 シルバースタインとその会社が発表した他のヒット曲には、ドージャ・キャットの「アゴラ・ヒルズ」、 ジャック・ハーロウの「ファースト・クラス」、 ポスト・マローンの「アイ・ライク・ユー」(ドージャ・キャットとのフィーチャリング)、 トミー・リッチマンの「ミリオンダラー・ベイビー」、 ドレイクと21サヴェージの「コーリング・フォー・ユー」などが含まれている。 S10 Publishingのカタログには、バッド・バニーやリアーナの楽曲も含まれている。 2022年には、シルバースタインのS10の映像部門がサイモン・フラーと提携し、映画、テレビ、ドキュメンタリー、音声メディアの新プロジェクトを開発した。
2024年には、日本のエンターテインメントの大手会社、エイベックス株式会社のグローバルCEO、黒岩勝美が東京での投資家向けカンファレンスで、同社がシルバースタインのS10 Entertainmentに戦略的投資を行ったことを発表した。この投資により、日本のアーティストが最高のマネジメントチームにアクセスできるようになり、S10のアーティストがアジア市場に進出する機会を増やすことを目指している。

## 評価
シルバースタインは、キャリアを通じて多くの業界賞を受賞しており、2019年のフォーブス「30アンダー30」、 2021年のバラエティ「新リーダー」、 2022年のミュージックビジネスワールドワイド「世界最高のマネージャー」などがある。 ビルボードは、2021年の「40アンダー40」 と「今週のエグゼクティブ」、 2022年の「ラテンパワー」、 2023年には、音楽業界の最も影響力のあるエグゼクティブを表彰する年次パワー100ランキングの一環として、初の「パワープレイヤーズ・チョイスアワード」を授与した。